# Þú og þeir (Sókrates)
"Þú og þeir (Sókrates)" (tradução portuguesa "Tu e Eles (Sócrates)") foi a canção que representou a Islândia no Festival Eurovisão da Canção 1988, interpretada em islandês pela banda-duo Beathoven (constituída por Stefán Hilmarsson e Sverrir Stormske).Foi a primeira canção a ser interpretada na noite do festival, antes da canção sueca Stad i ljus, interpretada por Tommy Körberg. No final, a canção islandesa terminou numa posição modesta (16.º lugar, entre 21 países) e recebeu apenas 20 pontos.

## Autores
- Letrista: Sverrir Stormsker
- Compositor: Sverrir Stormsker
- Orquestrador: Não houve

## Letra
A canção fala-nos dos ídolos dos cantores, muitos dos quais são compositores europeus tais como Debussy e Tchaikovsky. Também são referidos nomes de islandeses como Gunnar Thoroddsen (político islandês) e Einar Benediktsson (poeta islandês). Especial elogio é concedido a Sócrates, considerado como o Hércules do soul.

## Versões
Além da islandesa o duo gravou uma versão em inglês intitulada "Socrates".